# 新丰街道 (西安市)
新丰街道，是中华人民共和国陕西省西安市临潼区下辖的一个街道办事处，1998年由新丰镇改制而成。

## 行政区划
新丰街道下辖以下地区：
庆山路社区、老街社区、铁路社区、鸿门村、刘寨村、长条村、严上村、三育村、梁赵村、席家村、姚罗村、湾李村、五店村、樊赵村、皂安村和坡张村。